# Mimusops lohindri
Mimusops lohindri är en tvåhjärtbladig växtart som beskrevs av Aubrev. Mimusops lohindri ingår i släktet Mimusops och familjen Sapotaceae. Inga underarter finns listade i Catalogue of Life.